# Мадагаскарска операция
Мадагаскарската операция от 5 май до 6 ноември 1942 година е военна операция в Мадагаскар през Втората световна война.
Операцията е проведена от сили на Британската империя, подпомагани от войски на Южноафриканския съюз и кораби на Австралия, Нидерландия и Полша, срещу острова, контролиран от Режима от Виши, който получава ограничена подкрепа от флота на Япония. Първоначално британците завземат пристанището Диего Суарес, а през септември започват кампания за овладяване на вътрешността на Мадагаскар. След края на операцията управлението му е предадено на „Свободна Франция“.